# Husky Rescue
Husky Rescue est un groupe finlandais d'electronica, originaire de Helsinki.

## Histoire
Husky Rescue est formé par Marko Nyberg, qui commence à composer sous ce nom en 2002, désireux de créer une musique cinématique influencée par le cinéma, la photographie et la peinture. Il compte le réalisateur David Lynch et le compositeur français Erik Satie parmi ses influences. Lors de l'enregistrement du premier album du groupe, Country Falls, Nyberg enregistre une vingtaine de musiciens et de chanteurs pour l'album - chacun d'entre eux étant un bon ami de Nyberg et tous basés à Helsinki. Comme Nyberg le dit lui-même :

« Chaque morceau est conçu comme une brise chaude pour contrer le froid de la vie quotidienne, que vous viviez dans des climats froids ou non. Tous les moments de la vie font partie de la musique. Husky Rescue reflète notre passé à Helsinki, où les nuits d'hiver sont longues et froides, tandis que l'été est chaud et court, mais tellement doux. C'est une musique mélancolique, mais il y a toujours de l'espoir. La musique de Husky Rescue est comme la première neige sur le sol quand on peut encore voir l'herbe verte à travers la neige. C'est comme le rayon de soleil du printemps après le long, sombre et sans soleil de l'hiver. »

Les décors cinématographiques trouvés sur le premier album sont développés davantage sur l'album Ghost Is Not Real, sorti en 2007, qui intensifie l'expérimentation sonore et la production détaillée sans sacrifier l'esthétique pop et accrocheuse. Le sens de la dynamique et la tendance à la délicatesse de Nyberg sur l'album sont décrits par Pitchfork comme « une collaboration imaginée, peut-être, entre Ingmar Bergman et Jean-Pierre Jeunet ».
Durant leur existence, Husky Rescue participe à plusieurs festivals tels que Lollapalooza, Glastonbury, South by Southwest, et Austin City Limits. Ils effectuent de nombreuses tournées au Royaume-Uni et en Europe, et donnent quelques concerts en Amérique du Nord.

## Membres notables
- Johanna Kalén – chant
- Antony Bentley – guitare
- Marko Nyberg – basse

## Discographie

### Albums studio
- 2004 : Country Falls (Catskills)
- 2007 : Ghost Is Not Real (Catskills)
- 2007 : Other World: Remixes and Rarities (Catskills)
- 2010 : Ship of Light (Catskills)
- 2013 : The Long Lost Friend (Catskills)

### Singles
- 2004 : Summertime Cowboy
- 2004 : New Light of Tomorrow
- 2004 : Sleep Tight Tiger
- 2004 : City Lights
- 2006 : My Home Ghost
- 2006 : Diamonds in the Sky
- 2007 : Nightless Night
- 2007 : Caravan
- 2009 : We Shall Burn Bright
- 2010 : Sound of Love
- 2010 : They Are Coming
- 2010 : Far from the Storm
- 2011 : Fast Lane
- 2012 : Deep Forest Green